# Museum of Bad Art
Le Museum of Bad Art (MOBA — littéralement « Musée de l'art mauvais ») est un musée privé dont l'objectif déclaré est de « célébrer le travail d'artistes dont les œuvres ne pourraient être montrées et appréciées ailleurs ». Il a deux branches, l'une à Dedham, au Massachusetts, États-Unis, et l'autre dans la ville voisine de Somerville. Sa collection permanente inclut 500 œuvres d'art « trop mauvaises pour être ignorées », exposées à raison de 25 à 35 à la fois.
Le MOBA a été fondé en 1994, après que l'antiquaire Scott Wilson eut montré à des amis une toile qu'il avait récupérée dans les poubelles. Ses amis lui ont suggéré d'amorcer une collection. En un an, les réceptions tenues aux domiciles des amis de Wilson étaient si fréquentées que la collection avait besoin d'un lieu. La collection a donc été déménagé dans le sous-sol d'un théâtre de Dedham. Expliquant le raisonnement qui a sous-tendu la mise sur pied du musée, le cofondateur Jerry Reilly disait, en 1995 : « Toutes les villes du monde ont au moins un musée consacré à ce qui se fait de meilleur dans les arts ; le MOBA est le seul musée consacré à la collection et à l'exposition du pire ». Pour être acceptées dans les collections, les œuvres doivent être originales et avoir une intention sérieuse tout en ayant des défauts importants, sans pour autant être ennuyantes : les curateurs ne sont pas intéressés à montrer un art qui serait délibérément kitsch.
Le MOBA a été mentionné dans une douzaine de guides touristiques de Boston proposant des itinéraires hors des sentiers battus et a fait parler de lui dans des journaux et des magazines internationaux. Il a aussi inspiré plusieurs autres collections dans le monde qui cherchent à rivaliser avec ses atrocités visuelles. Deborah Solomon, du New York Times, remarque que l'attention que reçoit le Museum of Bad Art s'inscrit dans une tendance plus large des musées à montrer « le meilleur du mauvais art ». Certains critiques ont dit que le musée était « antiarts », ce que nient ses fondateurs, rétorquant que la collection est un hommage à la sincérité des artistes qui ont persévéré, malgré un processus qui a terriblement mal tourné. Selon la cofondatrice, Marie Jackson, « nous sommes là pour célébrer le droit de l'artiste à l'échec glorieux ».

## Histoire
L'antiquaire Scott Wilson met sur pied le Museum of Bad Art en 1994, après qu'il découvre ce qui doit devenir l'une des pièces emblématiques du musée : Lucy in the Field with Flower. L'œuvre trône au milieu de deux poubelles à Boston, parmi des déchets à ramasser. Au départ, Wilson ne s'intéresse qu'à l'encadrement, mais quand il montre la toile à son ami Jerry Reilly, celui-ci demande le cadre et sa toile. Il affiche « Lucy » dans sa demeure et encourage ses amis à chercher d'autres mauvaises pièces et à l'informer des trouvailles qu'ils feraient. Lorsque Wilson fait l'acquisition d'une autre œuvre « tout aussi charmante » et qu'il en fait part à Reilly, ils décident de démarrer une collection. Reilly et son épouse, Marie Jackson, tiennent une réception nocturne dans leur sous-sol pour montrer la collection acquise ; elle est pompeusement intitulée « Ouverture du Museum of Bad Art ».
Les expositions régulières des pièces amassées par Wilson, Reilly et Jackson (et celles qui leur ont été données par d'autres) deviennent trop importantes pour la maison de Reilly et Jackson à West Roxbury dans le Massachusetts, puisque des centaines de personnes assistent aux réceptions. La collection du Museum of Bad Art (MOBA) fait l'objet d'un bouche-à-oreille jusqu'à ce que, selon la « directrice par intérim permanent » Louise Reilly Sacco, « Cela devienne complètement incontrôlable » lorsqu'un autobus de personnes âgées s'arrête pour voir le musée dans le cadre d'un voyage organisé. En 1995, l'espace d'exposition est déménagé dans le sous-sol du théâtre communautaire de Dedham, un édifice à l'esthétique décrite, en 2004, comme « délabrée ». Au musée de Dedham, comme le souligne le journal The Boston Globe, la collection est adéquatement située « juste à côté de la toilette des hommes », où les sons et les odeurs flottent jusqu'à la collection et où l'action constante de la chasse d'eau « est supposée contribuer au maintien d'un taux d'humidité uniforme », selon le South China Morning Post.
Au départ, le MOBA tient des expositions itinérantes. Les tableaux ont, entre autres, été suspendus aux arbres des forêts de Cape Cod pour le Gallery in the Woods Gala (Gala de la galerie dans les bois). On y a joué de la « mauvaise musique », histoire de compléter l'ambiance. Dans une exposition intitulée Awash in Bad Art (Inondé par le mal-art), 18 œuvres ont été recouvertes de pellicule plastique et placée dans un lave-auto automatique. Marie Jackson, ex-directrice de l'interprétation esthétique, soulignait « Nous n'y avons pas mis d'aquarelles ». Ces œuvres figurent dans le cadre de la rotation du MOBA. En 2003, Freaks of Nature (Phénomènes de la nature) se concentre sur des paysages « de travers ». En 2006, une exposition intitulée Hackneyed Portrait (Portraits banals) vise à « faire un peu de rattrapage » à la suite de la clôture de l'exposition de David Hockney au musée des beaux-arts de Boston. Le MOBA dévoile en 2006 son exposition Nature Abhors a Vacuum and All Other Housework (jeu de mots intraduisible signifiant littéralement : « La nature a horreur du vide et de toutes les autres tâches ménagères », « vaccum » signifiant également « aspirateur »), qu'on peut retrouver sur le site Web du musée.
Une seconde galerie ouvre ses portes en 2008, au théâtre Somerville, sur le Davis Square de Somerville (Massachusetts). Cette fois, la collection a été placée à proximité des toilettes des hommes et des femmes. Si l'entrée de la galerie d'origine est gratuite et ouverte au public, la seconde n'est gratuite qu'avec une entrée au théâtre. Les expositions Bright Colors/ Dark Emotions (Couleurs vives/ émotions sombres) et Know What You Like / Paint How You Feel (Sache ce que tu aimes/ Peins ce que tu ressens) ont été présentées à la galerie scolaire du Montserrat College of Art à Beverly (Massachusetts). Le MOBA espère « faire voyager le mauvais art » en 2008, selon Sacco. Des œuvres tirées de la collection du MOBA ont été présentées dans des musées en Virginie, à Ottawa et à New York.
En février 2009, le MOBA annonce la tenue d'une levée de fonds pour venir en aide au Rose Art Museum à l'université Brandeis, lequel considère sérieusement la possibilité de vendre ses chefs-d'œuvre en raison de la crise financière de 2008, durement vécue par l'université en raison de sa participation au scandale des investissements de Bernard Madoff. Le curateur du musée, également sculpteur de ballon et musicien, Michael Frank, place sur eBay Studies in Digestion (Études sur la digestion), une œuvre en quatre panneaux et divers médias sur l'appareil digestif humain, pour un prix d'« achat immédiat » de 10 000 $; la première enchère était de 24,99 $. La pièce a été vendue pour 152,53 $ et ce maigre profit a été versé au Rose Art Museum. Les deux musées en ont toutefois reçu une certaine publicité.

## Vols
Les vols de deux œuvres du MOBA attirent l'attention des médias et accroissent la notoriété du musée,,. En 1996, la toile Eileen de R. Angelo Le disparaît du MOBA. Eileen avait été récupérée dans une poubelle par Wilson et il y avait une déchirure dans la toile, effectuée au couteau, avant même que le musée en fasse l'acquisition, ce qui ajoutait « une touche dramatique à une œuvre déjà puissante » selon le MOBA.
Le musée offre une récompense de 6,50 $ pour Eileen et, malgré l'augmentation de la récompense à 36,73 $ par des donateurs, l'œuvre est portée disparue pendant plusieurs années. La police de Boston place le crime dans la catégorie des « autres larcins » et Sacco aurait affirmé qu'elle était incapable d'établir un lien entre la disparition de Eileen et un hold-up notoire commis au musée Isabella Stewart Gardner de Boston, en 1990,. En 2006, dix ans après le vol de Eileen, le MOBA a été contacté par le voleur présumé qui a exigé une rançon de 5 000 $ pour la toile. Cette rançon n'a pas été payée, mais la toile a quand même été retournée.

## Critères des collections

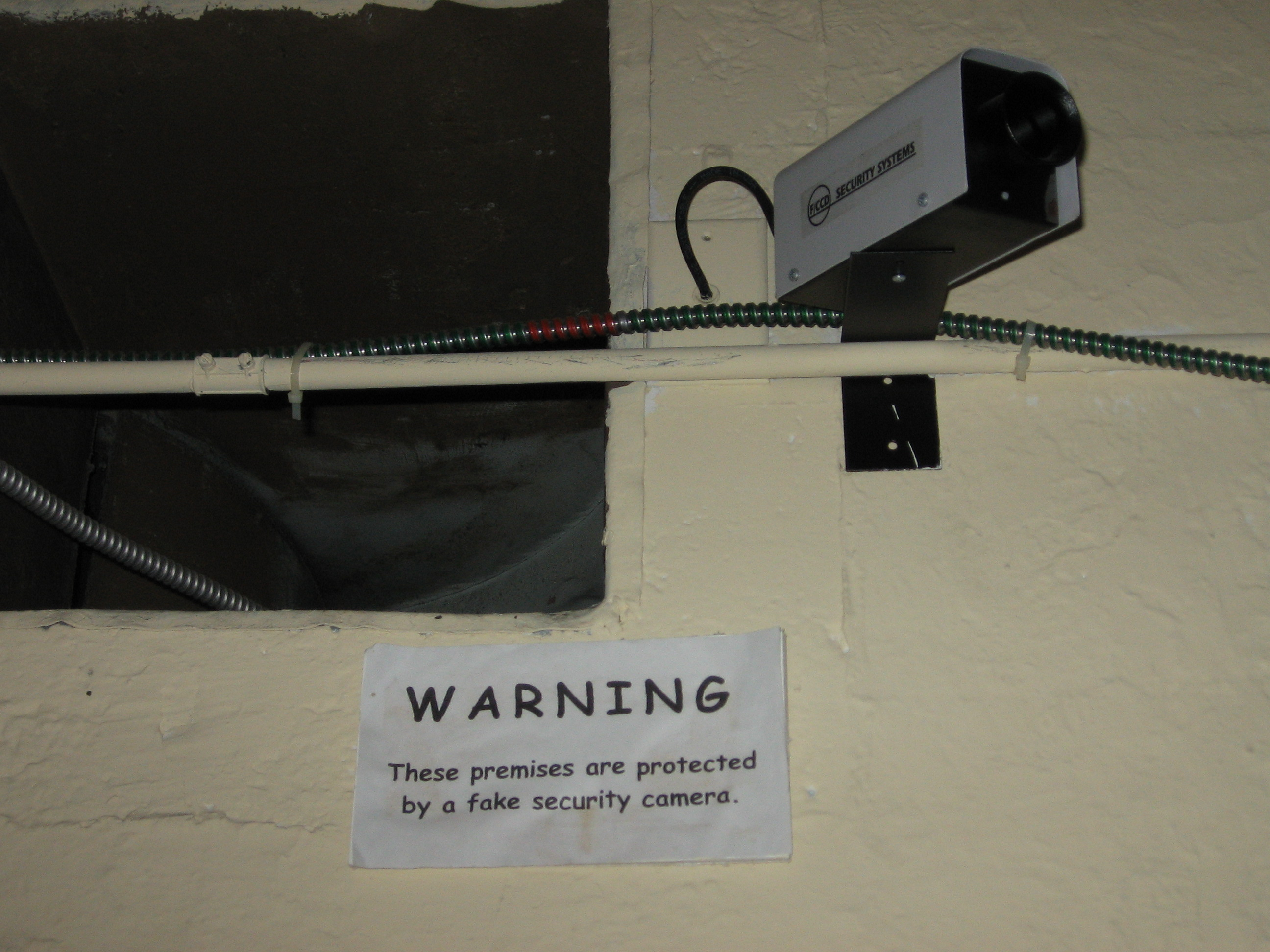
Fausse caméra de sécurité à la galerie de Dedham du MOBA

Malgré sa devise, « un art trop mauvais pour être ignoré », le musée applique des critères rigoureux quant aux œuvres qui seront acceptées. Selon Marie Jackson, « neuf œuvres sur dix ne sont pas retenues parce qu'elles ne sont pas assez mauvaises. Ce que l'artiste considère comme mauvais ne rencontre pas toujours nos très bas critères ». Comme on le mentionne dans l'introduction au « Museum of Bad Art: Chefs-d'œuvre », le principal attribut d'une « œuvre d'art » acquise par le MOBA est qu'elle doit avoir fait l'objet d'une tentative sérieuse de la part d'un individu, dans le cadre d'une démarche artistique. Le manque d'habileté artistique n'est pas essentiel pour qu'une œuvre soit incluse ; la peinture ou la sculpture qui est envisagée pour la collection devrait idéalement « [constituer] une image convaincante », ou, à tout le moins, nous faire nous exclamer : « Oh mon Dieu ! ».
L'un des critères important pour le choix d'une toile ou d'une sculpture est qu'elle ne doit pas être ennuyante. Michael Frank affirme qu'il n'est pas intéressé à des œuvres commerciales comme Chiens jouant au poker : « Nous collectionnons des objets réalisés dans l'honnêteté, pour lesquels les gens ont tenté de faire de l'art jusqu'à ce que les choses tournent mal, que ce soit dans l'exécution ou dans la prémisse d'origine ». Le Montserrat College of Art a utilisé l'exposition du MOBA pour démontrer à ses étudiants que « la sincérité demeure importante et que la pureté de l'intention demeure valide ».
Le MOBA accepte des œuvres qu'il n'a pas lui-même sollicitées si elles rencontrent ses critères. Il arrive fréquemment que les curateurs prennent en considération les œuvres d'artistes qui montrent une intensité ou une émotion dans l'art qui est irréconciliable avec leur niveau d'habileté. Le musée a consacré une exposition à l'« impitoyable créativité » intitulée, I Just Can't Stop (« Je ne peux tout simplement pas arrêter »), laquelle a fait l'objet d'un reportage à CNN. D'autres artistes sont clairement habiles, mais ont tenté des expériences qui se sont mal terminées. Dean Nimmer, professeur au Massachusetts College of Art (aussi Directeur exécutif du Bon goût au MOBA) fait ressortir les parallèles entre les critères du Museum of Bad Art et ceux d'autres institutions : « Ils prennent pour modèle un musée des beaux-arts et appliquent le même type de critères d'acceptation pour les mauvaises œuvres ; […] [Leurs règles] sont très similaires à celles d'une galerie ou d'un musée qui se dit que son domaine est celui des arts d'installation ou de la peinture réaliste, ou encore des œuvres abstraites postmodernes. ».
Le MOBA ne collectionne pas les œuvres réalisées par des enfants ou l'art traditionnellement perçu comme étant de moindre qualité, comme la peinture sur velours, la peinture à numéros, le kitsch ou l'art manufacturé (incluant l'art créé pour les touristes). Les curateurs ne sont pas non plus intéressés par l'artisanat, comme la fabrication de tapis crochetés. Les curateurs du MOBA suggèrent qu'un « Musée du goût douteux, une Collection internationale de la pacotille ou un Trésor national de la décoration intérieure douteuse » seraient des lieux plus appropriés pour de telles œuvres.
Le Museum of Bad Art a été accusé d'être antiart ou d'accepter des œuvres qui était sincèrement livrées dans le but de s'en moquer. Scott Wilson insiste pourtant pour dire que les œuvres acceptées au MOBA sont une célébration de l'enthousiasme de l'artiste. Marie Jackson a réitéré cette idée en disant : « Je crois qu'il s'agit d'un excellent encouragement pour les gens [...] qui veulent créer [et] qui sont paralysés par la peur. Lorsqu'ils voient ces œuvres, ils comprennent qu'ils n'ont pas à avoir peur — ils n'ont qu'à se lancer ». Louise Reilly Sacco abonde dans le même sens : « Si nous voulions rire de quelque chose, c'est de la communauté artistique, pas des artistes. Mais c'est un vrai musée : 10 ans, 6 000 personnes sur la liste d'envoi. C'est une reconnaissance internationale ». Les curateurs insistent : les artistes dont les œuvres sont choisies par le MOBA apprécient l'attention dont ils bénéficient, c'est une formule où chacun est gagnant ; le musée y gagne une nouvelle œuvre d'art et l'artiste y gagne une diffusion muséale. Un article de 1997 paru dans le Chicago Tribune indique que des 10 à 15 artistes qui ont reconnu la paternité de leur œuvre au MOBA, aucun ne s'est montré troublé.

## Principales pièces de la collection
Chaque toile ou sculpture exposée au MOBA est accompagnée d'une brève description incluant le médium, les dimensions de l'œuvre, le nom de l'artiste, de même qu'une mention de la façon par laquelle l'œuvre a été acquise et une analyse de l'intention ou du symbolisme possible de l'œuvre. Le Museums Journal note que les descriptions accompagnant chaque œuvre sont susceptibles de générer une « hystérie » généralisée chez les visiteurs. Les descriptions, décrites comme « des commentaires qui font se mordre la langue » par David Mutch du Christian Science Monitor, ont majoritairement été rédigée par Marie Jackson, jusqu'à la « dissolution du personnel d'interprétation du MOBA », la tâche ayant ensuite été attribuée à Michael Frank et Louise Reilly Sacco.

### Lucy in the Field With Flowers
Plusieurs des œuvres présentées au MOBA suscitent de longues discussions chez les visiteurs. Lucy in the Field with Flowers (huile sur toile d'un auteur inconnu ; acquise dans les poubelles de Boston) figure toujours parmi les œuvres favorites des médias et des visiteurs. En tant que première œuvre acquise par le musée, Lucy est une « toile si puissante qu'elle demande à être préservée pour la postérité ». Elle établissait un étalon auquel toutes les futures acquisitions du musée seraient comparées. Les fondateurs du MOBA en sont venus à se demander si Scott Wilson avait trouvé Lucy ou si c'est Lucy qui avait trouvé Scott.
Kate Swoger du journal The Gazette de Montréal a qualifié Lucy de « magnifique erreur », la décrivant ainsi : « une femme âgée dansant au milieu d'une luxuriante prairie printanière, ses seins pendants s'affalant au hasard et semblant, inexplicablement, tenir une chaise contre son postérieur avec une main, tout en tenant une gerbe de marguerites dans l'autre ». L'auteure Cash Peters, utilisant un langage moins fleuri, résume l'œuvre comme « la vieille femme qui a un fauteuil collé aux fesses ».
La description du MOBA est la suivante : « Le mouvement, la chaise, le balancement de sa poitrine, les nuances subtiles du ciel et l'expression sur son visage : tous les détails se combinent pour créer ce portrait transcendant et convaincant. Chaque détail crie au « chef-d'œuvre ». Le Times relate les commentaires laissés par un visiteur du musée au sujet des « couches de mystère sans fin » qu'offre l'image : « Que fait la tête de Normand Mailer sur le corps d'une innocente grand-mère et ces corbeaux ou ces F-16 survolant les collines ? ».
La petite-fille de « Lucy », Susan Lawlor, une infirmière de la région de Boston, est devenue fan du MOBA après avoir vu le portrait dans un journal. Elle y a reconnu sa grand-mère, Anna Lally Keane (vers 1890-1968). En voyant la photographie de la toile, Lawlor a recraché son Coca-Cola de stupeur. La toile avait été commandée par sa mère et elle avait été affichée dans la maison de sa tante pendant plusieurs années, malgré l'appréhension ressentie par la famille devant le résultat final. Selon Lawlor : « Ce visage est le sien, cela me hante, mais tout le reste est horriblement erroné. On croirait qu'elle n'a qu'un seul sein. Je ne suis pas certaine de ce qu'il est advenu de ses bras et de ses jambes et j'ignore d'où proviennent les fleurs et le ciel jaune ».

### Sunday on the Pot with George
Sunday on the Pot with George (littéralement : « Dimanche sur le pot avec Georges »), une acrylique sur toile d'un artiste inconnu, don de Jim Schulman, décrite comme « emblématique » par Bella English du Boston Globe qui nous « garantit à 100 % que cette œuvre nous fera éclater de rire ». Scott Wilson a cité George comme exemple d'une pièce de bonne facture technique, montrant un sujet que l'on ne voit pas habituellement en peinture.
Plusieurs admirateurs de la première œuvre donnée au MOBA sont hypnotisés par l'image de cet homme bien-portant, habillé d'un sous-vêtement à la devanture « en forme d'Y » assis sur un pot de chambre, peint à la manière pointilliste impressionniste de Georges Seurat. Un critique supute que le style pointilliste que l'on retrouve dans George aurait pu être acquis à la suite d'une « écoute abusive de la télévision ». L'auteure Amy Levin voit cette œuvre comme une parodie d'Un dimanche après-midi à l'Île de la Grande Jatte, connue sous le titre Un dimanche au parc avec George. Le sujet de la toile a été « temporairement identifié » par les Annals of Improbable Research— créateurs des prix Ig-Nobel— comme John Ashcroft ex-procureur général des États-Unis.
Un visiteur a été tellement bouleversé par George qu'il a ressenti le besoin d'exprimer sa gratitude pour sa présentation dans le sous-sol du théâtre communautaire de Dedham. Il a écrit : « Quelqu'un s'était glissé dans la salle de bain pendant que je m'absorbais dans la contemplation de cette toile et il s'est mis à pisser bruyamment dans une toilette. L'écho du son des éclaboussures d'urine a donné vie à George et lorsque j'entendis l'action de la chasse d'eau, j'ai pleuré ». La description d'accompagnement du MOBA introduit questions et observations : « La vapeur qui tournoie peut-elle faire fondre l'immense masse des responsabilités corporatives de George ? Cette pièce pointilliste est curieuse par son attention méticuleuse au moindre détail, comme la broderie autour de la serviette, ce qui contraste avec l'absence totale de préoccupation pour les pieds du sujet ».

### Juggling Dog in Hula Skirt
Contrastant avec le pointillisme impressionniste de George, la collection du musée comprend aussi « un bel exemple de pointlessisme ayant exigé de nombreuses heures de travail », selon le personnel du MOBA. (L'adjectif anglais pointless — littéralement « sans point » — signifie : « inutile », « vain », « dénué de sens ».) Le Juggling Dog in Hula Skirt (Chien jonglant en jupe hula) de Mari Newman (détrempe et acrylique sur toile, don de l'artiste), un ajout récent à la collection, a inspiré au MOBA la description suivante : « Nous ne pouvons qu'imaginer ce qui peut pousser un artiste à faire le portait d'un chien jonglant avec des os et portant une jupe hula ». Le MOBA apprécie le mystère, sans négliger les autres aspects de l'œuvre.
Newman, une artiste professionnelle de Minneapolis, a répondu aux cogitations des curateurs en décrivant le processus de création de l'image. Elle avait acheté des toiles usagées alors qu'elle était une étudiante sans le sou et ne savait pas comment utiliser des toiles de cette dimension. Inspirée par le dessin d'un teckel, elle a choisi le sujet mais demeurait insastifaite de l'effet jusqu'à ce qu'elle ait ajouté une jupe hula vue dans un magazine et les os colorés qu'elle avait vus dans une animalerie. Newman leur a écrit : « J'ai failli jeter la toile, jusqu'à ce que j'entende parler du MOBA. Après plusieurs années passées à détruire mes œuvres rejetées, j'aurais voulu les avoir toutes conservées pour vous. ».

### Motifs et interprétations
Le chroniqueur de voyages Cash Peters a identifié six caractéristiques communes à plusieurs des œuvres du musée. La première d'entre elles est que les artistes du MOBA sont incapables de rendre les mains et les pieds et camouflent le problème en allongeant les bras jusqu'à l'extérieur de la toile, en les cachant avec de longues manches, ou en mettant des souliers sur les pieds alors que les circonstances ne s'y prêtent pas. Deuxièmement, Peters compare les artistes Rembrandt et J.M.W. Turner, maîtres du paysages qui « pouvaient probablement peindre les yeux fermés », aux artistes du MOBA qui ont probablement effectivement peint les yeux fermés ; les ciels sont souvent peints d'une couleur autre que le bleu, la flore est créé sans aucune référence à un organisme existant et la faune semble si petite en arrière-plan qu'il est impossible de distinguer à quelle espèce elle appartient. Troisièmement, les artistes du MOBA appliquent les règles de la perspective de façon incohérente, que ce soit d'une toile à l'autre ou à l'intérieur d'une seule et même toile. La quatrième observation de Peters porte sur les difficultés que semblent éprouver les artistes du MOBA à rendre les nez: il écrit que les tentatives de rendu des nez ont souvent été si nombreuses que l'œuvre en acquiert une troisième dimension, en raison des nombreuses couches de peinture. Cinquièmement, les mauvais artistes ont une prédilection pour les « divers médiums » : dans le doute, ils collent des plumes, des brillants ou de cheveux à leur œuvre. Enfin, Peters suggère que les artistes savent que leur œuvre est mauvaise, mais semblent croire que la pièce peut être sauvée en ajoutant un singe ou un caniche à la composition.
Depuis la fin de 2008, le MOBA tente l'expérience d'offrir au public la possibilité de donner un titre et une description à certaines œuvres. Selon le personnel du curateur, certaines œuvres sont si intrigantes qu'une simple interprétation artistique ne suffit pas: elles doivent véritablement être « interprétées ». La « Collection des interprètes invités » (Guest Interpratator's Collection) est une invitation lancée aux visiteurs du MOBA à inclure leurs réflexions sur les œuvres d'art qui les inspirent. Un concours permet de choisir la meilleure analyse et l'une d'entre elles est affichée tous les deux mois. Un professeur de l'université de Boston a partagé ses réflexions : « Le lieu où se trouve le musée et sa collection suggèrent un engagement envers l'abject et une croyance dans la force et la puissance des effets marginalisés de la culture. Ma visite m'a aussi rappelé que je dois passer chercher du nettoyant pour toilettes en retournant chez moi ! ».
Selon le curateur Michael Frank, les œuvres du MOBA sont « très similaires à l'art brut ». Certains artistes figurent d'ailleurs dans plusieurs collections de ce type d'art.

## Influence
Le Museum of Bad Art est mentionné dans des centaines de publications internationales, de même que dans les guides touristiques de la région de Boston qui suggèrent des visites à l'extérieur des sentiers battus. Il a inspiré des collections et des événements similaires en Ohio, à Seattle et en Australie. Une compagnie de théâtre locale de Minneapolis au Minnesota, la troupe Commedia Beauregard, a été si inspirée par la mission du MOBA que ses membres ont écrit des pièces en un acte sur leurs œuvres favorites. Leurs pièces ont été jouées en janvier et février 2009 dans le spectacle Master Works: The MOBA plays (Chefs-d'œuvre : les pièces du MOBA), présenté à guichet fermé.

## Réactions

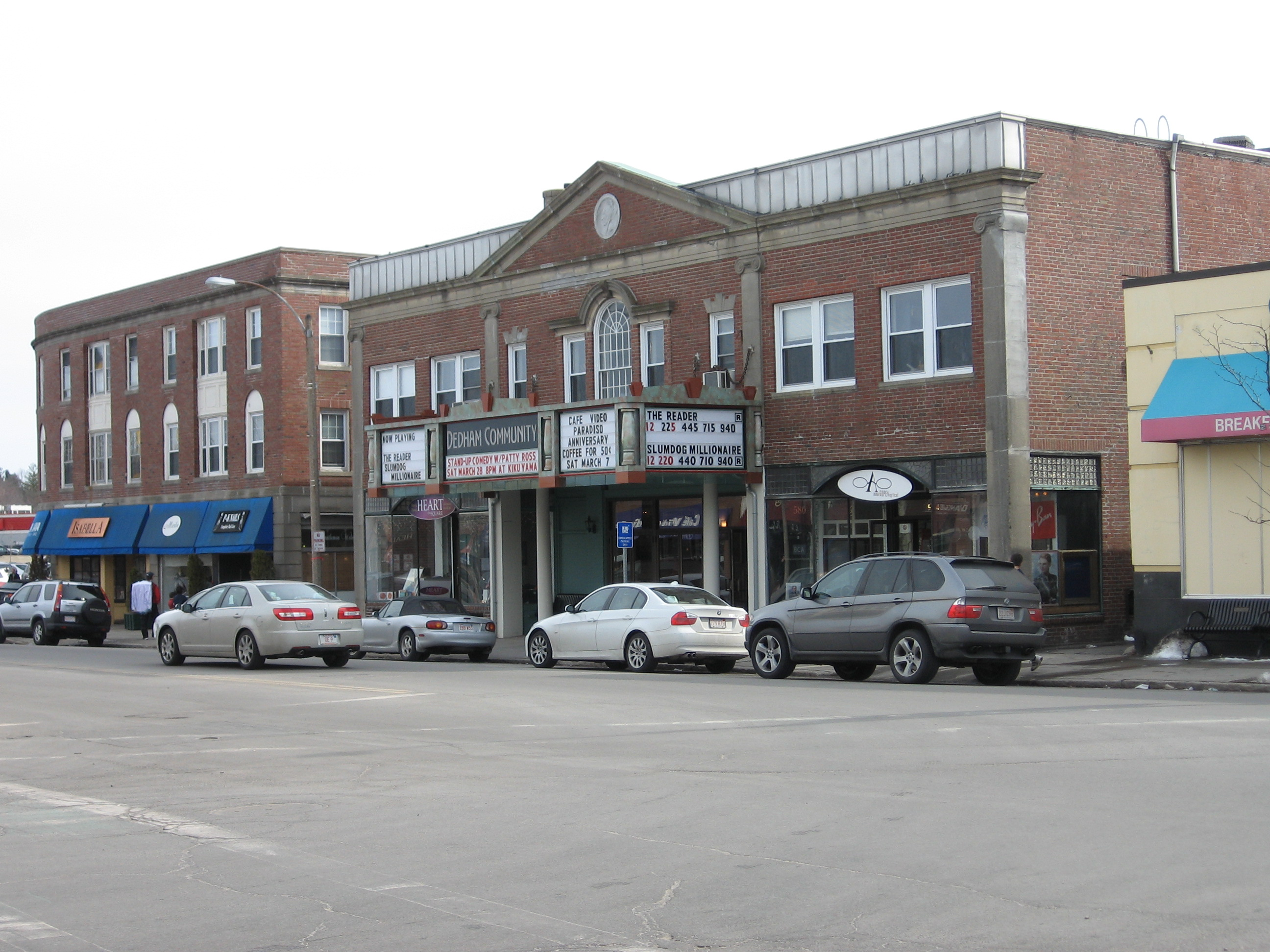
La première galerie du MOBA, logée dans le sous-sol du théâtre communautaire de Dedham.

Les réactions à l'ouverture et au succès constant du MOBA sont, en partie, évocatrices de la manière avec laquelle l'art est traité par la société. Les œuvres du MOBA ont été décrites comme « involontairement hilarantes », à l'instar des atroces films d'Ed Wood. Les visiteurs, et même le personnel du MOBA, éclatent souvent de rire devant les expositions. Dans Gullible's Travels, Cash Peters oppose ce comportement à celui qui est habituellement attendu de la part des visiteurs de galerie comme le Getty Center, en Californie du Sud ; même si les visiteurs du Getty trouvent les œuvres exposées tout aussi hilarantes, ils seraient sans doute mis à la porte s'ils le montraient.
En 2006, Louise Reilly Sacco a participé à une table ronde portant sur les normes de la beauté et de la laideur dans l'art, en compagnie de sommités des arts et de l'architecture, dont les résultats ont été publiés dans Architecture Boston. Elle y fait remarquer que les professeurs amènent des étudiants en art de l'école secondaire au MOBA, puis au Musée des Beaux-arts de Boston. Elle observe que « le MOBA donne aux jeunes la liberté de se moquer et de pointer du doigt, d'avoir leurs propres opinions et de discuter. Ils transportent ensuite cette expérience au musée des beaux-arts, où ils auraient pu se sentir intimidés... Il est possible que la laideur […] nous libère ». Sacco croit que l'extrême laideur est plus frappante que la beauté extrême et qu'elle force une réflexion plus approfondie sur ce qui est mauvais ou déplacé. Elle lie la rigidité de ce jugement sur ce qui ne se conforme pas à la beauté à l'intolérance pour les imperfections physiques chez les gens. Elle note que cette rigidité conduit parfois les parents à « réparer » ce qui est perçu comme un défaut dans le visage d'un enfant afin d'éviter qu'il en souffre plus tard dans sa vie.

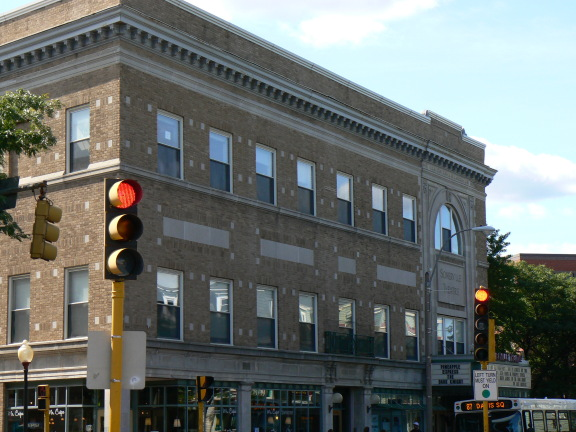
Le Somerville Theatre loge une galerie du MOBA dans son sous-sol.

Jason Kaufman, un professeur de sociologie de la culture à Harvard, a écrit que le MOBA fait partie d'une tendance sociale qu'il appelle annoyism (« dérangisme ») dans laquelle des médias de masse font la promotion de performances et d'artistes qui mélangent le volontairement mauvais à l'intelligent. Le Museum of Bad Art incarne cette tendance et son objectif central de se moquer du jugement du système grâce auquel les gens distinguent ce qui est mauvais de ce qui ne l'est pas. Pour Kaufman, « toute la beauté du MOBA — le terme étant probablement mal choisi — réside dans sa façon d'affaiblir les critères esthétiques sous plusieurs angles ». Amy Levin, dans une description de la formation de l'histoire et de la culture américaines par les petits musées, suggère que le MOBA est une parodie de l'art lui-même et que les commentaires, lettres d'information, site web et publications du MOBA se moquent des musées en tant qu'autorités sur ce qui constitue le bel art. La directrice de l'Ellipse Arts Center, une galerie d'Arlington en Virginie qui a reçu une exposition itinérante du MOBA, a été renversé d'entendre le rire exubérant des visiteurs puisqu'aucun visiteur de l'Ellipse n'avait réagi à l'art de cette façon auparavant. Elle observe que « s'il n'y avait pas d'affiche sur la porte, les gens ne penseraient peut-être pas que c'est si mauvais. Qui peut dire ce qui est mauvais ou ce qui est bon ? ».
Deborah Solomon, dans le New York Times Magazine, estime que le succès du MOBA est le reflet d'une tendance en art moderne présente chez les artistes et le public. L'arrivée de l'abstraction et de l'art moderne au début du XXe siècle a fait de l'appréciation de l'art une tâche plus ésotérique et moins accessible pour la plupart des gens. Cela montre que « le public américain […] pense que les musées sont des endroits intimidants, dirigés part des experts aux goûts et aux rituels paraissant aussi mystérieux que ceux des prêtres byzantins. ». Selon elle, le « mal-art » est en vogue en tant que mouvement qui rejette cet antisentimentalisme qui, à l'origine, a manifesté un dédain pour des artistes tels que Norman Rockwell ou Gustave Moreau. Garen Daly, un fan du MOBA siégeant sur plusieurs conseils des arts de la région de Boston, a affirmé, en 1995 : « Je participe à beaucoup de vernissages et ils sont parfois assez étouffants ». Non seulement le Museum of Bad Art offre-t-il un coup d'œil différent, mais au lieu des vins et fromages habituellement servis aux visiteurs des galeries d'art et des musées, une exposition du MOBA offre à ses invités du Kool-Aid, des fluffernutters (sandwich de beurre d'arachides et de crème de guimauve) et des chesse puffs (croustilles de maïs soufflé au fromage appelés « crottes de fromage » au Québec).

### Utilisation du MOBA dans la recherche universitaire
Le Museum of Bad Art a été utilisé dans des recherches universitaires comme norme de référence pour le spectaculairement horrible. Dans l'une de ces études, publiée dans Perspectives on Psychological Science, des chercheurs ont testé la cohérence des réponses chez des individus à qui l'on avait demandé de porter un jugement « instinctif », comparativement à d'autres qui ont fourni des réponses conscientes et raisonnées, sur une échelle à deux pôles allant de « très attrayant » à « très repoussant ». La recherche a montré que ceux qui faisaient preuve d'un raisonnement conscient n'étaient ni plus justes, ni plus cohérents dans leurs évaluations. Les participants à l'étude ont identifié et évalué l'art présenté au MoMA comme étant de meilleure qualité, mais ceux qui ont utilisé un raisonnement conscient n'ont pas trouvé l'art présenté dans ce musée plus attrayant que ceux qui l'ont évalué instinctivement. De plus, les évaluateurs conscients n'ont pas jugé les œuvres du MOBA aussi repoussantes que ceux qui ont généré des réponses plus rapides. L'étude a conclu que les gens qui posent des jugements rapides sont plus cohérents, sans que la justesse de ces jugements soit affectée.
Dans une autre étude, publiée dans British Journal of Psychology, des chercheurs ont testé les perceptions de l'équilibre dans la composition d'œuvres d'art de différente qualité chez les sujets. Quinze paires d'œuvres, choisies pour moitié dans ArtCyclopedia, réalisées par des artistes tels que Paul Gauguin, Georgia O'Keeffe et Georges Seurat et, pour l'autre moitié, parmi des artistes du MOBA tels que Doug Caderette, Inconnu et D. Alix, ont été montrées aux participants. Dans chaque cas, un objet de la toile avait été déplacé verticalement ou horizontalement et on a demandé aux participants d'identifier l'original. Les chercheurs avaient formulé l'hypothèse que les répondants identifieraient plus aisément l'équilibre et la composition dans les chefs-d'œuvre traditionnels et qu'ils décéleraient un plus grand changement de qualité quand les objets seraient déplacés sur les œuvres du MOBA. L'étude a cependant conclu que l'équilibre seul ne définissait pas la qualité de l'art pour les participants et que ceux-ci étaient davantage susceptibles de percevoir l'œuvre d'origine comme étant plus équilibrée que la version modifiée, sans pour autant nécessairement considérer que l'art traditionnel est significativement mieux composé et équilibré que les œuvres du MOBA.